# Meligramma
Meligramma là một chi ruồi trong họ Syrphidae.